# Réacteur à eau lourde
Pour les articles homonymes, voir HWR.

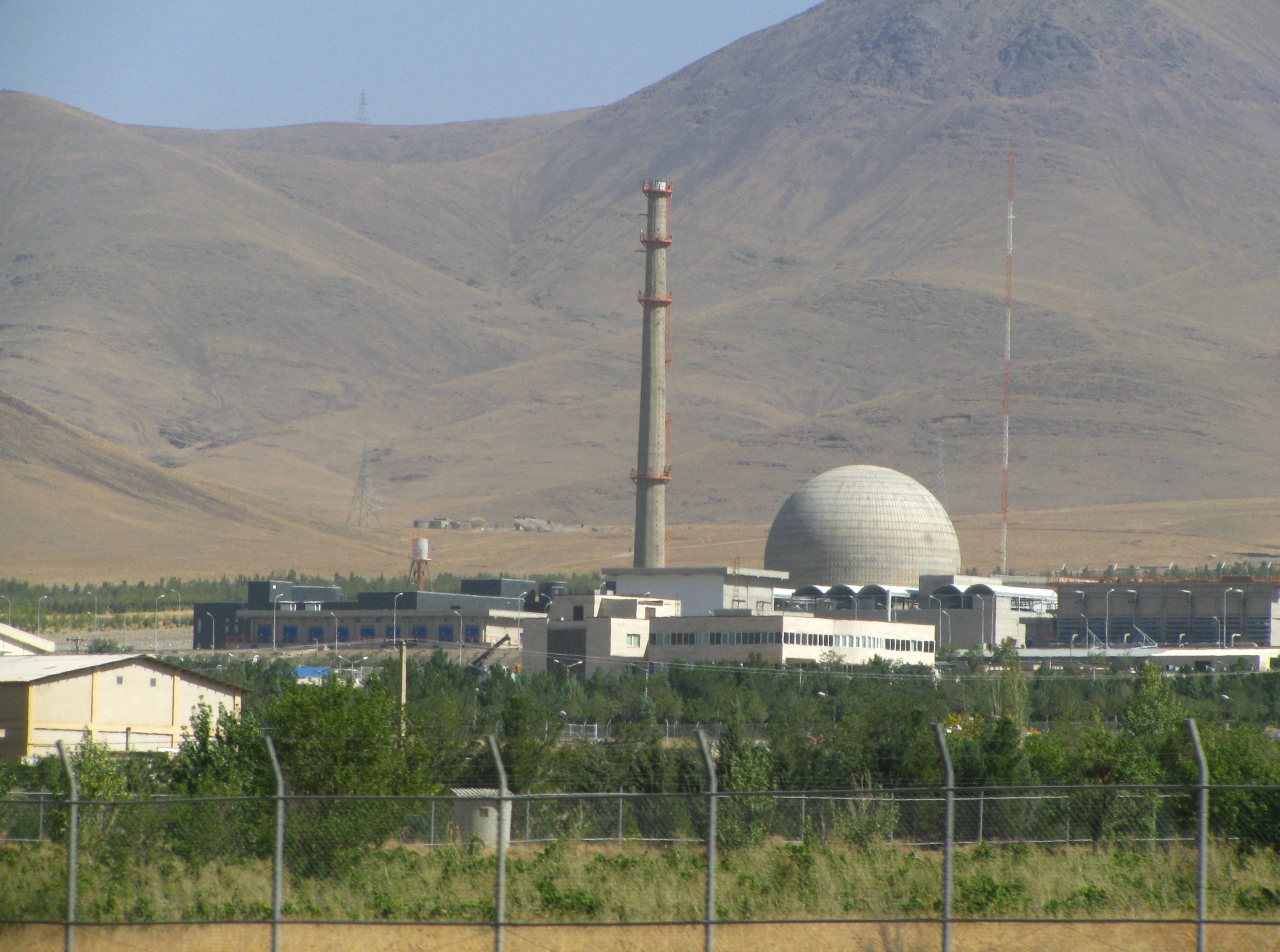
Le réacteur à eau lourde d'Arak en Iran.

Le réacteur à eau lourde ou Heavy water reactors (HWR) est un réacteur nucléaire qui utilise de l'eau lourde comme modérateur, et habituellement de l'uranium naturel (non-enrichi) comme combustible.

## Principes de fonctionnement
L'eau lourde est un oxyde de deutérium, D2O. Le deutérium est un isotope de l'hydrogène. La plupart des atomes d'hydrogène ont un noyau atomique qui se résume à un seul proton, mais le deutérium a un proton et un neutron, ce qui le rend approximativement deux fois plus lourd qu'un atome d'hydrogène ordinaire. L'eau lourde possède deux atomes de deutérium reliés à un atome d'oxygène.
Dans un réacteur nucléaire, les neutrons doivent être ralentis pour assurer la stabilité de fonctionnement du réacteur ainsi que la transmission de l'énergie calorique vers la génératrice, et afin qu'ils aient plus de chance de casser d'autres atomes de matière fissile, en vue de libérer plus de neutrons qui à leur tour casseront d'autres atomes. L'eau légère peut aussi être utilisée, par exemple dans un réacteur à eau légère, mais puisqu'elle absorbe des neutrons, l'uranium doit être enrichi pour atteindre la masse nucléaire critique.

## Histoire technologique
Plusieurs pays se sont lancés dans le développement de réacteurs à eau lourde dans les années 1950 et 1960. En France, le premier réacteur nucléaire, la Pile Zoé construite à Chatillon est un réacteur à eau lourde refroidi au gaz. Elle sera suivie par la pile EL2 (eau lourde no 2) à Saclay, puis par la pile EL3 pour laquelle l’eau lourde jouait à la fois le rôle de modérateur et de fluide primaire. L'industrialisation de cette filière sera abandonné après l'arrêt d'EL4 à Brennilis.
D'autres réacteurs modérés à l'eau lourde ont été construits dans des pays, mais seul le Canada a réussi à industrialiser le réacteur à eau lourde pressurisée à travers la filière CANDU.

## Types de réacteurs à eau lourde
- Réacteur à eau lourde refroidi au gaz
- Réacteur à eau lourde pressurisée
- CANDU